# 삼상 (아뢰야식)
3상(三相)은 아뢰야식의 3종의 상(相)인 자상(自相) · 과상(果相) · 인상(因相)을 말한다. 아뢰야식의 3상(阿賴耶識의 三相) · 뢰야3상(賴耶三相) 또는 뇌야3상(賴耶三相)이라고 한다.
이 용어는 세친이 말년에 저술한 《유식삼십송》의 제2송의 후반부를 이루고 있는 "먼저 (초능변식인 제8식에 대해 말하자면), 아뢰야식이고 이숙식이며 일체종자식이다(初阿賴耶識 異熟一切種)"라는 시구에서 '아뢰야식[阿賴耶識]'이라는 낱말을 자상(自相)에, '이숙식[異熟]'이라는 낱말을 과상(果相)에, '일체종자식[一切種]'이라는 낱말을 인상(因相)에 배대하여 성립된 전통적인 불교 용어이다.
3상은  아뢰야식이 가진 체용(體用: 본질적 성질과 본질적 작용)을 3가지 측면[相]에서 구분한 것이다. 아뢰야식의 체용에 대해 자세히 파악하거나 설명하기 위해 3가지 측면으로 구분한 것이기 때문에 3상은 서로 불가분의 관계에 있다. 말하자면, 자상(自相) 밖에 과상(果相) · 인상(因相)이 따로 있는 것이 아니며, 또한 이 2상을 떠나서 따로 자상이 있는 것도 아니다.
3상의 내용을 요약하면 다음과 같다.
- 자상(自相): 본질면에서 바라본 아뢰야식, 즉 장식(藏識)으로서의 아뢰야식
  - 능장(能藏): 종자를 보관하는 일을 하는 아뢰야식
  - 소장(所藏): 종자가 보관되는 장소로서의 아뢰야식
  - 집장(執藏): 제7말나식이 자아로 오인하여 집착하는 대상으로서의 아뢰야식
- 과상(果相): 결과면에서 바라본 아뢰야식, 즉 능변식(能變識) 또는 이숙식(異熟識)으로서의 아뢰야식, 즉 전변(轉變)하는 식(識)으로서의 아뢰야식
  - 인능변(因能變): 7전식이 아뢰야식 내에 종자[因]를 결과함[能變] → 아뢰야식 내에 형성된 '종자[因]라는 결과[果]', 즉 과상(果相)의 종자적 측면
    - 등류습기(等流習氣): 등류과를 일으키는 종자
    - 이숙습기(異熟習氣): 이숙과를 일으키는 종자

  - 과능변(果能變): 아뢰야식 내부에 보관된 종자[因]가 이숙과[果]를 결과함[能變] → 현행식 즉 결과로서의 8식의 생성과 전변, 즉 과상(果相)의 이숙과적 측면
    - 현행식으로서의 제8아뢰야식의 생성과 현행식으로서의 제8아뢰야식의 전변
    - 현행식으로서의 제7말나식의 생성과 현행식으로서의 제7말나식의 전변
    - 현행식으로서의 제6의식의 생성과 현행식으로서의 제6의식의 전변
    - 현행식으로서의 전5식의 생성과 현행식으로서의 전5식의 전변
- 인상(因相): 원인면에서 바라본 아뢰야식, 즉 종자식(種子識) · 일체종식(一切種識) 또는 일체종자식(一切種子識)으로서의 아뢰야식

## 자상(自相)
자상(自相)의 문자 그대로의 뜻은 '자체[自]적 측면[相]'으로 '자체라는 면 즉 본질면에서 바라본 아뢰야식'을 의미한다. 자상은 아뢰야식의 성능(性能) 즉 아뢰야식이 가진 본질적인 성질과 본질적인 능력을 뜻하며, 능장(能藏) · 소장(所藏) · 집장(執藏)으로 구분된다. 이들을 뢰야3장(賴耶三藏) 또는 장3의(藏三義)라 한다.

### 능장(能藏)
능장(能藏)은 아뢰야식과 종자(種子)의 관계에서 아뢰야식을 칭하는 이름으로, 문자 그대로의 뜻은 '보관[藏]하는 자[能]'이며, 종자를 보관하는 자를 의미한다.
종자는 업에 의해 마음 속에 깃들여지는 습기를 말한다. 사람이 업을 지으면 그에 따른 인상이나 세력이 마음에 남게 되는데, 이렇게 마음 속에 깃들여진 습기(習氣: 문자 그대로는 '깃들여진 기운', 업에 따른 인상 또는 세력)는 후에 인연이 갖추어지면 현행(現行: 현재화, 현재세력화)하여 업보라는 열매를 맺게 된다. 이런 뜻에서, 업에 의해 마음 속에 깃들여지는 습기가 마치 과실 나무의 씨앗과 같다고 하여 종자라고 한다.
능장(能藏)은
아뢰야식이 전7식(前七識) 또는 7전식(七轉識) 즉 안식 · 이식 · 비식 · 설식 · 신식의 5식과 제6의식과 제7말나식이 훈습한 모든 종자를 하나도 유실(遺失: 부주의로 잃어버림)하지 않고 보관하여 유지하는 성질과 기능을 가지고 있는 것을 말한다. 이 때 아뢰야식은 능장(能藏: 보관하는 자)이 되고 전7식의 종자, 즉, 7전식이 훈습하는 종자는 소장(所藏: 보관되는 자)이 된다. 이렇게 보관된 종자는 아뢰야식 안에서 세력으로 잠재하여 있다가 인연이 갖추어지면 현행하는 법으로 나타난다.

### 소장(所藏)
소장(所藏)은 훈습을 받는 아뢰야식과 훈습하는 7전식의 관계에서 아뢰야식을 칭하는 이름으로, 문자 그대로의 뜻은 '보관되는 장소'이며 7전식이 활동한 결과로서의 종자가 보관되는 장소를 의미한다. 이 때 7전식은 능장(能藏: 보관하는 자)이 된다. 참고로, 이 때의 능장은 아뢰야식과 종자와의 관계에서 아뢰야식을 능장(보관하는 자)이라고 하는 것과는 의미가 다른 것이다. 유식유가행파에 따르면, 현행하는 7전식은 뛰어난 작용력을 가지고 있어서 현행하는 찰나에 자신의 활동을 실행할 뿐만 아니라  업의 종자 즉 7전식의 활동에 따른 종자를 아뢰야식에 훈부(薰附)하는데, 이것을 신훈종자(新薰種子: 새로이 훈습된 종자)라 한다.
아뢰야식이 한편으로는 7전식과의 관계에서 소장(所藏: 보관되는 장소)이 되고 또 한편으로는 종자와의 관계에서 능장(能藏: 보관하는 자)이 된다는 것을 총괄적으로 살펴보면, 아뢰야식은 7전식이 활동한 결과로서의 종자를 언제나 반드시 받아들이게끔 되어 있고, 이 때 아뢰야식은 마지 못해 받아들이는 것이 아니라 기꺼이 능동적으로 그것을 어느 것 하나도 빠짐없이 받아들이며, 또한, 인연이 갖추어질 때, 아뢰야식 내에서 잠재 세력으로 존재하는 그 종자들을 현행시킨다는 것을 뜻한다. 이러한 관계는 종자를 매개로 아뢰야식에 의지하여 제법의 상속과 전변이 이루어지는 연기법, 즉 아뢰야연기를 가능하게 한다.

### 집장(執藏)
집장(執藏)은 아뢰야식과 염오식(染汚識)으로서의 제7말나식의 관계에서 아뢰야식을 칭하는 이름으로, '능집장(能執藏: 잡착하는 자)'이 아닌 '소집장(所執藏: 집착되는 대상)'의 줄임말이다.
유식유가행파에 따르면 제7말나식의 완전한 정화는 완전한 깨달음에 이를 때 즉 성불할 때 비로소 이루어진다. 정화되지 못한 상태의 제7말나식은 무시이래(無始以來)로 항상 아뢰야식의 견분(見分), 즉, 대상에 대한 인식 작용, 즉, 제8식이라는 거울에 비친 대상에 대한 제8식의 능동적 · 주체적 작용을 '나'라고 여기는 전도된 생각을 하여 그 결과 아뢰야식에 대해 아집과 법집을 일으키는데, 아뢰야식이 제7말나식에 의해 이렇게 집착되는 측면을 가리켜 아뢰야식을 집장(執藏: 집착되는 자)이라 부른다.

## 과상(果相)
과상(果相)의 문자 그대로의 뜻은 '결과[果]적 측면[相]'으로 '결과면에서 바라본 아뢰야식'이라는 의미이다. 여기서 '결과[果]'에는 2가지가 있는데 하나는 7전식의 활동에 따라 훈습되어 아뢰야식 안에서 생성 또는 증장되는 선업과 악업의 종자를 말한다. 다른 하나는 이렇게 생성 또는 증장된, 아뢰야식 안에 보관된 선업과 악업의 종자들 중 세력이 강한 것에 의하여 이숙과(異熟果: 윤회하여 태어날 때 받는 신체와 태어나는 세계 등의 과보)가 결정되어 나타나는 것을 말한다. 다시 말하자면, 과상(果相) 즉 '결과[果]적 측면[相]'이라고 할 때의 '결과[果]'는 '종자[因]라는 결과[果]'와 '이숙과(異熟果)라는 결과[果]'의 2가지로 해석된다. 전자를 인능변(因能變: 종자를 결과함)이라 하고 후자를 과능변(果能變: 이숙과를 결과함)이라 한다.
이숙과(異熟果)에서 이숙(異熟)은 '선 · 악 · 무기의 3성의 관점에서 다르게 익는다'는 뜻인데 유정이 선업에 대해서는 즐거운 과보[樂果]를, 악업에 대해서는 괴로운 과보[苦果]를 받게 되는 것을 말한다. 즐거운 과보와 괴로운 과보는 그 즐거움이나 괴로움 때문에 어떤 선이나 악을 일으키는 원인이 될 수는 있지만 그 자체로는, 선 · 악 · 무기의 3성의 관점에서 볼 때, 선도 악도 아닌 무기이므로 '이숙(異熟)' 즉 '다르게 익는다'고 말한다. 즉, 이숙(異熟)이란 선업이나 악업이 쌓여가면 어느 시점에서는 이들과는 성질이 다른[異] 것, 즉 그 자체의 성질상으로는 무기인 괴로움[苦]이나 즐거움[樂]이 과보로서 무르익어서[熟] 나타난다는 것을 뜻한다.
이숙과(異熟果)가 결정된다는 것은, 보다 구체적으로는, 예를 들어 유정이 윤회하여 세상에 태어날 때, 전생(前生)에서 쌓은 선업 종자의 세력이 강한가 아니면 악업 종자의 세력이 강한가에 따라, 즉 총체적인 선악의 정도에 따라, 욕계 · 색계 · 무색계의 3계(三界)와, 지옥취 · 아귀취 · 축생취 · 인간취 · 천상취의 5취(五趣)와, 태생(胎生) · 난생(卵生) · 습생(濕生) · 화생(化生)의 4생(四生) 등의 태어나는 세계[三界]와 유정의 종류[五趣]와 태어나는 방식[四生]이 결정되는 되는 것을 말한다.

### 인능변(因能變)
인능변(因能變, 산스크리트어: hetu-parināma)에서 '인(因: 원인)'은 아뢰야식 안에 함장되는 종자를 뜻하며, '능변(能變)'은 무언가를 어떤 변현(變現) 즉 작용에 의해 형성하는 것을 말한다. 따라서, 인능변이라는 낱말은 '종자[因]라는 결과를 형성하는 것' 또는 이러한 작용에 의해 형성된 '종자[因]라는 결과'를 뜻한다. 이러한 의미에서, 인능변은 아뢰야식의 과상(果相: 결과적 측면, 즉, 결과면에서 바라본 아뢰야식)의 한 양상이다.
보다 정확히 말하면, 인능변 즉 '종자[因]라는 결과'는 7전식의 활동에 의해 아뢰야식에로 훈습되어 그것 안에 함장되어 있는 선 · 악 · 무기의 업의 종자를 말하며, 이 '종자[因]'는 다시 그 성격에 따라 등류습기(等流習氣)와 이숙습기(異熟習氣)의 2가지로 나뉜다. 그리고, 습기(習氣)란, 규기의 《성유식론술기》 제2권에 따르면 '기의 분[氣分]', 즉 '기(氣) 즉 세력 또는 힘의 한 형태'로 훈습에 의해서 성립된 세력 또는 힘을 뜻하며, 곧 종자와 같은 말이다.

#### 등류습기(等流習氣)
인능변(因能變: 종자[因]를 결과함[能變] → 종자[因]라는 결과[果])의 한 유형으로서의
등류습기(等流習氣)는 명언습기(名言習氣) 또는 명언종자(名言種子)라고도 하는데, 선 · 악 · 무기의 3성의 기준에서 습기(종자)의 성질과 같은 성질의 과보, 즉 등류과(等流果)를 일으키는 습기(종자)를 말한다. 즉, 선업의 종자에 의해 선한 과보가, 악업의 종자에 의해 악한 과보가 일어날 때의 그 선업과 악업의 종자를 말한다.
8식과의 관련 하에 살펴보면, 등류습기는 전7식의 유루와 무루의 선 · 악 · 무기의 업 즉 모든 성질의 업이 아뢰야식에 훈습되어 아뢰야식 내에서 생성되고 증장되는 종자로, 이 종자는 친인연(親因緣)이 되어 해당 종자의 성질과 같은 선 · 악 · 무기의 과보 즉 선 · 악 · 무기의 현행법(現行法: 현행하는 법)을 일으킨다. 예를 들어, 전7식에 의해 선한 업이  제8아뢰야식에 훈습되어 아뢰야식 내부에 선한 종자가 생성 및 증장된 경우, 그 선한 종자로부터 일어나는 결과는 선한 언행과 사상이 되어서 몸 · 입 · 뜻으로 표현되는 현행법(現行法)으로 나타난다.

#### 이숙습기(異熟習氣)
인능변(因能變: 종자[因]를 결과함[能變] → 종자[因]라는 결과[果])의 한 유형으로서의
이숙습기(異熟習氣)는 업종자(業種子) 또는 이숙무기의 종자[異熟無記之種子]라고도 하는데, 습기(종자)는 선 또는 악의 성질이나 그것이 일으키는 과보는 무기의 성질인 습기(종자)를 말한다. 예를 들어, 유정이 윤회하여 태어날 때 타고나는 신체는 그 성질이 무기인데, 이러한 무기의 신체를 나게 하는 선업과 악업의 종자가 이숙습기에 해당한다.
8식과의 관련하에 살펴보면, 이숙습기는 제6의식의 유루의 선업과 악업의 2가지 업이 아뢰야식에 훈습되어 아뢰야식 내에서 생성되고 증장되는 종자로, 이 종자는 소인연(疏因緣)이 되어 해당 종자의 성질과는 다른 성질의 선도 악도 아닌 무기의 과보, 즉 이숙과(異熟果)를 일으킨다. 이것은, 달리 말하면, 제6의식을 통해 행해지는 선한 행위와 악한 행위, 즉 자각적 · 의식적으로 행해지는 선한 행위와 악한 행위만이 다음 생에서 어떤 과보를 불러일으키는가를 결정하는 요인이 된다는 것을 뜻하며, 이러한 자각적 · 의식적 행위가 없다면 자신의 미래 생의 삶은 현재 생의 삶과 다를 바가 없을 것이라는 것을 뜻한다. 즉, 미래의 자신을 선한 방향으로 변화시키고 싶다면 자각적 · 의식적으로 뚜렷이 선을 지향하고 그 선을 행해야 한다는 것을 뜻하며, 이러한 것은 마땅히 그렇게 해야 한다는 도덕적 요구가 아니라 유정 즉 '의식을 가진 모든 존재'가 가지는 단순하고 본연한 법칙이라는 것을 의미한다.

### 과능변(因能變)
과능변(果能變, 산스크리트어: phala-parināma)은 과상(果相: 결과적 측면, 즉, 결과면에서 바라본 아뢰야식)의 한 양상으로, 여기서의 과(果)는 8식의 현행(現行), 즉 아뢰야식부터 안식까지의 8가지의 식의 현행(現行)을 뜻한다. 간단히 말하자면, 과능변은 현행식으로서의 8식의 생성과 전변을 말한다. 즉, 과능변은 인능변(因能變: 원인으로서의 종자가 일으키는 변현 즉 결과)의 2가지 습기, 즉 등류습기(等流習氣)와 이숙습기(異熟習氣)의 힘에 의해 8식(八識: 엄밀히는 8식의 자체분)이 생겨나고 그리고 이 현행하는 8식이 갖가지 양상[種種相: 즉 8식의 상분과 견분]을 변현하여 나타내는 것을 말한다.
보다 자세히 말하자면, 과능변은 다음의 3가지 전변이 일어나는 것을 말한다.
첫째, 과거의 업력이 증장되어 이숙습기가 활동활 수 있게 되어 아뢰야식의 자체분(自體分)이 다른 중동분(衆同分)으로부터 태어난다. 간단히 말하자면, 과거 생의 아뢰야식으로부터 현재 생의 아뢰야식이 태어난다.
둘째, 등류습기가 활동할 수 되어, 아뢰야식으로부터 7전식(七轉識), 즉 말나식부터 안식까지의 전7식(前七識)이 생기한다.
셋째, 현행하는 8식의 자체분(自體分)에서 각각의 식의 견분(見分)과 상분(相分)이 변현하여 나타난다.
호법의 유식학설과 법상종에 따르면 8식(八識) 각각의 모든 인식작용에는 상분(相分) · 견분(見分) · 자증분(自證分) · 증자증분(證自證分)의 4분(四分)이 갖추어져 있는데, 이들 중 자증분은 자체분(自體分)이라고도 한다. 상분은 식(識) 위에 대상으로 포착된 것이며, 견분은 상분에 대한 작용이고, 자증분 또는 자체분은 견분에 대한 자각이고, 증자증분은 자증분에 대한 자각이다.
과능변(果能變: 현행식으로서의 8식의 생성과 전변)의 측면에서 볼 때, 8식(八識)이 인식대상을 변현(變現: 전변하여 현현시킴)하는 것에는 다음과 같은 차이점이 있다.
- 제8아뢰야식(第八阿賴耶識)은 종자(種子) · 5근(五根) · 기세계(器世界)의 모든 현행법을 변현한다.
- 제7말나식(第七末那識)은 제8아뢰야식의 견분(즉, 제7말나식의 상분)을 자신 속에서 변현한다.
- 제6의식(第六意識)은 일체의 경(境)을 자신 속에서 변현한다.
- 전5식(前五識)은 색 · 성 · 향 · 미 · 촉의 5경(五境)만을 변현한다.

## 인상(因相)
인상(因相)의 문자 그대로의 뜻은 '원인[因]적 측면[相]'으로 '원인면에서 바라본 아뢰야식'을 의미한다. 인상은 아뢰야식이 유위 · 무위 · 유루 · 무루의 색(色: 물질)과 심(心: 정신)의 일체의 종자를 모두 유실(遺失: 부주의로 잃어버림)없이 보존하고 있다는 측면을 뜻한다. 또한 그렇기 때문에 만법이 생기하는 원인[因]이 된다는 점에서 아뢰야식의 이러한 측면을 인상(因相: 원인으로서의 측면)이라고 한다.
인상(因相)의 관점에서 아뢰야식을 일체종식(一切種識)이라고도 부른다. 일체종식은 유정이 평소에 몸과 입과 뜻으로 행하는 모든 행위 즉 신(身) · 구(口) · 의(意)의 3업(三業)은 그냥 소멸되는 것이 아니라 반드시 아뢰야식에 훈습을 일으켜, 반드시 장래의 결과를 불러 올 해당되는 종자가 아뢰야식 내에서 생성되거나 증장되게 한다는 것을 뜻한다.

## 같이 보기
- 유가행파
- 유식설
- 여래장 사상
- 여래장 연기
- 8식과 아뢰야식
  - 뢰야3상: 자상 · 과상 · 인상
  - 3성: 변계소집성 · 의타기성 · 원성실성
  - 말나식의 4번뇌: 아치 · 아견 · 아만 · 아애
  - 번뇌장과 소지장
  - 아집과 법집
  - 아공와 법공, 인무아와 법무아
- 3계 9지
- 부파불교의 수행계위
  - 3도: 견도 · 수도 · 무학도
  - 5위: 자량위 · 가행위 · 견도위 · 수도위 · 무학위
  - 9지
- 대승불교의 수행계위
  - 인위와 과위
  - 뢰야3위: 아애집장현행위 · 선악업과위 · 상속집지위
  - 5위: 자량위 · 가행위 · 통달위 · 수습위 · 구경위
  - 10지

## 참고 문헌
- 곽철환 (2003). 《시공 불교사전》. 시공사 / 네이버 지식백과. |title=에 외부 링크가 있음 (도움말)
- 운허.  동국역경원 편집, 편집. 《불교 사전》. |title=에 외부 링크가 있음 (도움말)
- 김사업 (1989). 《제칠말나식의 성립과 그 체성 연구》. 동국대학원 불교학과 석사학위논문.
- 호법 등 지음, 현장 한역, 김묘주 번역 (K.614, T.1585). 《성유식론》. 한글대장경 검색시스템 - 전자불전연구소 / 동국역경원. K.614(17-510), T.1585(31-1). |title=에 외부 링크가 있음 (도움말)
- (중국어) 규기 찬 (T.1830). 《성유식론술기(成唯識論述記)》. 대정신수대장경. T43, No. 1830, CBETA. |title=에 외부 링크가 있음 (도움말)
- (중국어) 星雲. 《佛光大辭典(불광대사전)》 3판. |title=에 외부 링크가 있음 (도움말)
- (중국어) 호법 등 지음, 현장 한역 (T.1585). 《성유식론(成唯識論)》. 대정신수대장경. T31, No. 1585, CBETA. |title=에 외부 링크가 있음 (도움말)